# Bodulaš
Bodulaš je nenaseljeni otočić u Medulinskom otočju, koje se nalazi u Medulinskom zaljevu, na jugu Istre.
Površina otoka je 124.559 m2, duljina obalne crte 1424 m, a visina 6 metara.